# Mirni (óblast de Arcángel)
Mirni (en ruso: Мирный) es una ciudad de Rusia perteneciente al óblast de Arcángel. Su población en el año 2006 era de 28 935 habitantes.

## Historia

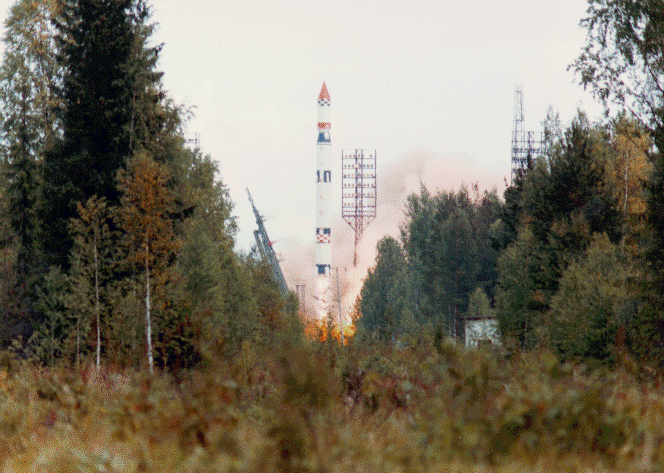
Cosmódromo de Plesetsk

Mirni fue fundada en el año 1957 para el personal de un lugar de lanzamiento de misiles balísticos. Mirni recibió el estatuto de ciudad en 1966 debido al desarrollo del Cosmódromo de Plesetsk.

## Evolución demográfica
| 31,500                     | 31,600 | 30,600 | 29,600 | 28,935 |
| (Fuente: [cita requerida]) |        |        |        |        |

- Datos: Q105465
- Multimedia: Mirnyi, Arkhangelsk Oblast / Q105465